# Linda Helbling
Linda Helbling (Ede, 15 november 1979) is een Nederlands voetbaltrainer. Sinds 2022 is Helbling werkzaam als trainer van de vrouwen van FC Utrecht.

## Carrière
In 2014 ging Helbling aan de slag als trainer van de amateurs van DTS Ede. Met de Gelderse ploeg wist ze tweemaal kampioen te worden van de Topklasse. Vervolgens ging Helbling vanaf het seizoen 2022/23 als hoofd jeugdopleidingen aan de slag bij de Edenaren. In februari 2023 werd Helbling aangesteld als hoofdtrainer van het nieuwe opgerichte FC Utrecht. In haar debuutseizoen eindigde Helbling met de Domstedelingen op de zevende plaats, waarmee de vooringestelde doelstelling net niet werd behaald. In het seizoen 2024/25 is Helbling opnieuw trainer van FC Utrecht en was ze na winstpartijen in de eerste drie wedstrijden medekoploper van de Vrouwen Eredivisie. Op 27 november 2024 tekende ze een nieuwe verbintenis waardoor ze tot medio 2027 aan de club uit de Domstad verbonden blijft.